# Dog Eat Dog (AC/DC)
Dog Eat Dog è un brano degli AC/DC, pubblicato dall'etichetta discografica Albert Productions nel 1977 come primo singolo estratto dall'album Let There Be Rock, uscito in Australia. Il lato B è Carry Me Home, che non fa parte dell'album ma che è stata poi pubblicata su Backtracks del 2009.

## Brano
Gli AC/DC hanno inserito Dog Eat Dog nei loro concerti del Black Ice World Tour fino all'inizio del 2010 quando l'hanno sostituita con High Voltage.

## Tracce
1. Dog Eat Dog
2. Carry me Home

## Formazione
- Bon Scott - voce
- Angus Young - chitarra solista
- Malcolm Young - chitarra ritmica
- Cliff Williams - basso
- Phil Rudd - batteria